# Тайга Мідного плато
Тайга Мідного плато (ідентифікатор WWF: NA0604) — неарктичний екорегіон тайги, розташований на південному сході Аляски в США.

## Географія
Екорегіон тайги Мідного плато охоплює велике, майже пласке плато, розташоване на південному сході Аляски, на висоті від 420 до 900 м над рівнем моря. З усіх боків це плато оточене горами: Аляскинським хребтом з півночі, горами Талкітна із заходу, горами Врангеля зі сходу та Чугацькими горами з півдня. В плейстоцені, під час Вісконсинського зледеніння, територія екорегіону була вкрита льодовиком, а пізніше на місці міжгірського плато існувало велике озеро. Неглибокі, погано дреновані ґрунти регіону, під якими лежить багаторічна мерзлота, призвели до формування численних озер та інших водно-болотних угідь. Територію екорегіону перетинає Мідна річка, яка бере свій початок в горах Врангеля. В горах на захід, північ і схід від екорегіону поширена тундра Аляскинського хребта та гір Святого Іллі, а на південь від нього — тундра і крижані поля гір тихоокеанського узбережжя.

## Клімат
В межах екорегіону переважає субарктичний клімат (Dsc за класифікацією кліматів Кеппена). Середньорічна кількість опадів в регіоні коливається від 250 до 460 мм. Середньодобова мінімальна температура взимку становить -27 °C, а середньодобова максимальна температура влітку — 21 °C.

## Флора
Основними рослинними угрупованнями екорегіону є хвойні ліси та рідколісся, в яких домінує чорна ялина (Picea mariana), пристосована до вологих умов. На болотах поширені невисокі чагарники, зокрема залозисті берези (Betula glandulosa), карликові берези (Betula nana) та різноманітні представники родини вересових (Ericaceae). В ялинових рідколіссях та на чагарникових болотах зустрічаються зелені вільхи (Alnus alnobetula), чорні водянки (Empetrum nigrum), звичайне багно (Rhododendron tomentosum), чагарниковий перстач (Dasiphora fruticosa), лохина (Vaccinium uliginosum) та різноманітні верби (Salix spp.). Поширений сфагнум (Sphagnum spp.) та інші мохи. Пожежі в регіоні трапляються не так часто, як в інших екорегіонах тайги, однак досить регулярно, тому рідко можна знайти чорну ялину віком понад 100 років.
На водно-болотних угіддях поширені вологі трав'янисті угруповання, в яких переважають вузьколисті пухівки (Eriophorum angustifolium), болотяні ситняги (Eleocharis palustris) та інші осоки (Carex spp.), а також хвощі та різноманітні трави, зокрема трилисті бобівники (Menyanthes trifoliata), арктичні кремени (Petasites frigidus) та болотяне вовче тіло (Comarum palustre). Крім того, на болотах зустрічаються невеликі кущі чашечкової торф'яниці (Chamaedaphne calyculata), звичайної мірики (Myrica gale) та ряснолистої андромеди (Andromeda polifolia)
На річкових терасах та на інших добре дренованих підвищеннях поширені хвойні ліси, де переважає сиза ялина (Picea glauca), та мішані ліси, основу яких складають сизі ялини (Picea glauca), паперові берези (Betula papyrifera), каліфорнійські тополі (Populus trichocarpa) та американські осики (Populus tremuloides). Також на терасах трапляються зарості вільхи (Alnus spp.), верби (Salix spp.) та бальзамистої тополі (Populus balsamifera). В долині річки Чітіна, притоки Мідної річки, зустрічаються такі рідкісні рослини, як тонколисті пухівки (Eriophorum viridicarinatum) та низький пухоніс (Trichophorum pumilum).

## Фауна
Серед поширених в екорегіоні ссавців слід відзначити гризлі (Ursus arctos horribilis), барибала (Ursus americanus), звичайного лося (Alces alces), канадського вовка (Canis lupus occidentalis), койота (Canis latrans), звичайну лисицю (Vulpes vulpes), канадську рись (Lynx canadensis), канадську видру (Lontra canadensis), американського зайця (Lepus americanus), канадського бобра (Castor canadensis), північну літягу (Glaucomys sabrinus), червону вивірку (Tamiasciurus hudsonicus) та канадського голкошерста (Erethizon dorsatum). По західній частині екорегіону, північніше міста Нелчіна, мігрує велика популяція карибу (Rangifer tarandus).
Озера Луїза, Паксон та інші водно-болотні угіддя екорегіону є важливим місцем гніздування для багатьох птахів, зокрема для лебедів-трубачів (Cygnus buccinator), найбільших водоплавних птахів Північної Америки. В Мідній річці нерестяться чавичі (Oncorhynchus tshawytscha), нерки (Oncorhynchus nerka) та інші лососі.

## Збереження
Оцінка 2017 року показала, що 5195 км², або 30 % екорегіону, є заповідними територіями. Основною природоохоронною територією екорегіону є Національний парк гір Врангеля та Святого Іллі.